# Colostygia alboviridata
Colostygia alboviridata är en fjärilsart som beskrevs av Adrian Hardy Haworth 1802. Colostygia alboviridata ingår i släktet Colostygia och familjen mätare. Inga underarter finns listade i Catalogue of Life.